# Lê Tiến Châu
Lê Tiến Châu (sinh ngày 5 tháng 10 năm 1969 tại Tây Ninh) là chính trị gia người Việt Nam. Ông hiện là Ủy viên Ban Chấp hành Trung ương Đảng Cộng sản Việt Nam khóa XIII, Bí thư Thành ủy Hải Phòng, Đại biểu Quốc hội Việt Nam khóa XV, nhiệm kì 2021-2026 thuộc đoàn Đại biểu Quốc hội tỉnh Hậu Giang.

## Xuất thân và giáo dục
Lê Tiến Châu sinh ngày 5 tháng 10 năm 1969, quê quán ở huyện Châu Thành, tỉnh Tây Ninh.
Năm 1994, Lê Tiến Châu tốt nghiệp Đại học Luật Thành phố Hồ Chí Minh.
Lê Tiến Châu có bằng tiến sĩ luật.

## Sự nghiệp

### Bộ Tư pháp
Sau khi tốt nghiệp Đại học Luật Thành phố Hồ Chí Minh, trong vòng 15 năm từ 1994 đến 2009, Lê Tiến Châu là giảng viên trường đại học này.
Đầu năm 2010, ông được bổ nhiệm giữ chức vụ Phó Vụ trưởng, Phó Trưởng Cơ quan đại diện phía Nam của Bộ Tư pháp.
Ngày 19 tháng 8 năm 2010, Lê Tiến Châu được bổ nhiệm kiêm giữ chức vụ Hiệu trưởng Trường Trung cấp Luật Vị Thanh, tỉnh Hậu Giang.
Năm 2012, Lê Tiến Châu được bổ nhiệm giữ chức vụ Vụ trưởng, Trưởng Cơ quan đại diện phía nam của Bộ Tư pháp Việt Nam.
Ngày 1 tháng 9 năm 2014, ông được bổ nhiệm chức vụ Vụ trưởng Vụ Tổ chức Cán bộ, Bộ Tư pháp Việt Nam.
Ngày 21 tháng 1 năm 2016, ông được Bộ Tư pháp Việt Nam bổ nhiệm làm Hiệu trưởng Đại học Luật Hà Nội.
Ngày 13 tháng 6 năm 2016, ông được Thủ tướng Chính phủ Việt Nam Nguyễn Xuân Phúc bổ nhiệm giữ chức vụ Thứ trưởng Bộ Tư pháp Việt Nam (Quyết định số 1056/QĐ-TTg).

### Tỉnh ủy Hậu Giang
Ngày 16 tháng 3 năm 2018, Lê Tiến Châu được Ban Chấp hành Trung ương Đảng Cộng sản Việt Nam điều động về Hậu Giang, được chỉ định tham gia Ban Chấp hành Đảng bộ tỉnh Hậu Giang và giữ chức vụ Phó Bí thư Tỉnh ủy Hậu Giang nhiệm kì 2015-2020.
Ngày 17 tháng 4 năm 2018, Phó Bí thư tỉnh ủy Hậu Giang Lê Tiến Châu được bầu giữ chức vụ Chủ tịch Ủy ban nhân dân tỉnh Hậu Giang nhiệm kì 2016-2021 tại kì họp thứ 8 (kì họp bất thường) của Hội đồng nhân dân tỉnh Hậu Giang khóa 9 nhiệm kì 2016-2021 với 49 phiếu thuận trong tổng số 50 đại biểu (có một đại biểu Hội đồng nhân dân vắng mặt).
Ngày 7 tháng 5 năm 2018, Thủ tướng Chính phủ Việt Nam Nguyễn Xuân Phúc đã phê chuẩn Lê Tiến Châu giữ chức vụ Chủ tịch Ủy ban nhân dân tỉnh Hậu Giang nhiệm kỳ 2016- 2021.
Ngày 19 tháng 8 năm 2020, ông Lê Tiến Châu được Ban Chấp hành Đảng bộ tỉnh Hậu Giang bầu giữ chức Bí thư Tỉnh ủy thay ông Lữ Văn Hùng. Ông Lữ Văn Hùng được Bộ Chính trị điều động, phân công giữ chức Bí thư Tỉnh ủy Bạc Liêu nhiệm kỳ 2015-2020.
Ngày 28 tháng 8 năm 2020, Bộ Chính trị có Quyết định số 2318/QĐNS/TW về việc chuẩn y ông Lê Tiến Châu - Phó Bí thư Tỉnh ủy, Chủ tịch UBND tỉnh Hậu Giang giữ chức Bí thư Tỉnh ủy Hậu Giang, nhiệm kỳ 2015-2020.
Ngày 30 tháng 1 năm 2021, tại Đại hội Đảng toàn quốc lần thứ XIII, ông được bầu vào Ban Chấp hành Trung ương Đảng Cộng sản Việt Nam khóa XIII.

### Ủy ban Trung ương Mặt trận Tổ quốc Việt Nam
Ngày 30 tháng 6 năm 2021, Bộ Chính trị có Quyết định số 104-QĐNS/TW ngày 28/5/2021 về công tác cán bộ đối với đồng chí Lê Tiến Châu nêu rõ: "Đồng chí Lê Tiến Châu, Ủy viên Trung ương Đảng, Bí thư Tỉnh ủy Hậu Giang thôi tham gia Ban Chấp hành, Ban Thường vụ và thôi giữ chức Bí thư Tỉnh ủy Hậu Giang nhiệm kỳ 2020-2025; điều động, phân công, chỉ định đồng chí giữ chức Phó Bí thư Đảng đoàn MTTQ Việt Nam và giới thiệu hiệp thương giữ chức Phó Chủ tịch-Tổng Thư ký Ủy ban Trung ương MTTQ Việt Nam nhiệm kỳ 2019-2024" 

### Thành ủy Hải Phòng
Ngày 16 tháng 01 năm 2023, ông được Bộ Chính trị phân công ông làm Bí thư Thành ủy Hải Phòng thay ông Trần Lưu Quang được Quốc hội khóa XV bầu làm Phó Thủ tướng Chính phủ.